# 全国高等学校野球選手権大会 (栃木県勢)
全国高等学校野球選手権大会における栃木県勢の成績について記す。

## 大会結果
| 大会                  | 代表校                                         | 試合結果                                       | 試合結果                                       | 備考                                           |
| --------------------- | ---------------------------------------------- | ---------------------------------------------- | ---------------------------------------------- | ---------------------------------------------- |
| 1923年（第9回大会）   | 宇都宮商（関東・初出場）                       | 1回戦                                          | ● 2 - 8 甲陽中                                 | 初戦敗退                                       |
| 1924年（第10回大会）  | 宇都宮中（関東・初出場）                       | 2回戦                                          | ○ 10 - 7 佐賀中                                | ベスト8                                        |
| 1924年（第10回大会）  | 宇都宮中（関東・初出場）                       | 準々決勝                                       | ● 4 - 5 鳥取一中                               | ベスト8                                        |
| 1933年（第19回大会）  | 栃木中（北関東・初出場）                       | 2回戦                                          | ○ 3 - 2 大分商                                 | ベスト8                                        |
| 1933年（第19回大会）  | 栃木中（北関東・初出場）                       | 準々決勝                                       | ● 2 - 3x 松山中                                | ベスト8                                        |
| 1950年（第32回大会）  | 宇都宮工（北関東・初出場）                     | 2回戦                                          | ○ 6 - 4 神奈川商工                             | ベスト4                                        |
| 1950年（第32回大会）  | 宇都宮工（北関東・初出場）                     | 準々決勝                                       | ○ 16 - 0 若狭                                  | ベスト4                                        |
| 1950年（第32回大会）  | 宇都宮工（北関東・初出場）                     | 準決勝                                         | ● 0 - 5 松山東                                 | ベスト4                                        |
| 1953年（第35回大会）  | 宇都宮工（北関東・3年ぶり2回目）               | 1回戦                                          | ○ 2 - 1 津                                     | ベスト8                                        |
| 1953年（第35回大会）  | 宇都宮工（北関東・3年ぶり2回目）               | 2回戦                                          | ○ 6 - 4 鳥取西                                 | ベスト8                                        |
| 1953年（第35回大会）  | 宇都宮工（北関東・3年ぶり2回目）               | 準々決勝                                       | ● 0 - 2 中京商                                 | ベスト8                                        |
| 1956年（第38回大会）  | 足利工（北関東・初出場）                       | 1回戦                                          | ● 2 - 6 別府鶴見丘                             | 初戦敗退                                       |
| 1958年（第40回大会）  | 作新学院（初出場）                             | 2回戦                                          | ○ 3 - 2 大分上野丘                             | ベスト4                                        |
| 1958年（第40回大会）  | 作新学院（初出場）                             | 3回戦                                          | ○ 2 - 1 済々黌                                 | ベスト4                                        |
| 1958年（第40回大会）  | 作新学院（初出場）                             | 準々決勝                                       | ○ 2 - 1 高松商（延長11回）                     | ベスト4                                        |
| 1958年（第40回大会）  | 作新学院（初出場）                             | 準決勝                                         | ● 1 - 4 徳島商                                 | ベスト4                                        |
| 1959年（第41回大会）  | 宇都宮工（北関東・6年ぶり3回目）               | 2回戦                                          | ○ 2 - 1 広陵                                   | 準優勝                                         |
| 1959年（第41回大会）  | 宇都宮工（北関東・6年ぶり3回目）               | 準々決勝                                       | ○ 1x - 0 高知商                                | 準優勝                                         |
| 1959年（第41回大会）  | 宇都宮工（北関東・6年ぶり3回目）               | 準決勝                                         | ○ 2x - 1 東北（延長10回）                      | 準優勝                                         |
| 1959年（第41回大会）  | 宇都宮工（北関東・6年ぶり3回目）               | 決勝                                           | ● 2 - 8 西条（延長15回）                       | 準優勝                                         |
| 1961年（第43回大会）  | 宇都宮学園（北関東・初出場）                   | 1回戦                                          | ● 1 - 9 法政一                                 | 初戦敗退                                       |
| 1962年（第44回大会）  | 作新学院（北関東・4年ぶり2回目）               | 1回戦                                          | ○ 2 - 1 気仙沼（延長11回）                     | 優勝 春夏連覇                                  |
| 1962年（第44回大会）  | 作新学院（北関東・4年ぶり2回目）               | 2回戦                                          | ○ 7 - 0 慶応                                   | 優勝 春夏連覇                                  |
| 1962年（第44回大会）  | 作新学院（北関東・4年ぶり2回目）               | 準々決勝                                       | ○ 9 - 2 岐阜商                                 | 優勝 春夏連覇                                  |
| 1962年（第44回大会）  | 作新学院（北関東・4年ぶり2回目）               | 準決勝                                         | ○ 2 - 0 中京商                                 | 優勝 春夏連覇                                  |
| 1962年（第44回大会）  | 作新学院（北関東・4年ぶり2回目）               | 決勝                                           | ○ 1 - 0 久留米商                               | 優勝 春夏連覇                                  |
| 1963年（第45回大会）  | 足利工（7年ぶり2回目）                         | 2回戦                                          | ● 3 - 21 九州学院                              | 初戦敗退                                       |
| 1964年（第46回大会）  | 作新学院（北関東・2年ぶり3回目）               | 1回戦                                          | ○ 8 - 3 小松実                                 | 2回戦                                          |
| 1964年（第46回大会）  | 作新学院（北関東・2年ぶり3回目）               | 2回戦                                          | ● 2 - 3x 早鞆                                  | 2回戦                                          |
| 1965年（第47回大会）  | 鹿沼農商（北関東・初出場）                     | 1回戦                                          | ● 2 - 4 東海大一                               | 初戦敗退                                       |
| 1967年（第49回大会）  | 鹿沼農商（北関東・2年ぶり2回目）               | 1回戦                                          | ● 0 - 3 今治南                                 | 初戦敗退                                       |
| 1968年（第50回大会）  | 小山（初出場）                                 | 2回戦                                          | ● 1 - 2x 高松商                                | 初戦敗退                                       |
| 1969年（第51回大会）  | 宇都宮学園（北関東・8年ぶり2回目）             | 1回戦                                          | ● 0 - 1 鹿児島商                               | 初戦敗退                                       |
| 1972年（第54回大会）  | 足利工（北関東・9年ぶり3回目）                 | 1回戦                                          | ○ 5 - 4 名護                                   | 2回戦                                          |
| 1972年（第54回大会）  | 足利工（北関東・9年ぶり3回目）                 | 2回戦                                          | ● 0 - 4 中京                                   | 2回戦                                          |
| 1973年（第55回大会）  | 作新学院（9年ぶり4回目）                       | 1回戦                                          | ○ 2x - 1 柳川商（延長15回）                    | 2回戦                                          |
| 1973年（第55回大会）  | 作新学院（9年ぶり4回目）                       | 2回戦                                          | ● 0 - 1x 銚子商（延長12回）                    | 2回戦                                          |
| 1975年（第57回大会）  | 足利学園（初出場）                             | 2回戦                                          | ○ 1 - 0 鹿児島商                               | 3回戦                                          |
| 1975年（第57回大会）  | 足利学園（初出場）                             | 3回戦                                          | ● 0 - 2 習志野                                 | 3回戦                                          |
| 1976年（第58回大会）  | 小山（8年ぶり2回目）                           | 1回戦                                          | ○ 2 - 0 京都商                                 | 3回戦                                          |
| 1976年（第58回大会）  | 小山（8年ぶり2回目）                           | 2回戦                                          | ○ 1 - 0 東海大相模                             | 3回戦                                          |
| 1976年（第58回大会）  | 小山（8年ぶり2回目）                           | 3回戦                                          | ● 1 - 2 豊見城                                 | 3回戦                                          |
| 1977年（第59回大会）  | 宇都宮学園（8年ぶり3回目）                     | 1回戦                                          | ○ 10 - 0 東海大相模                            | 3回戦                                          |
| 1977年（第59回大会）  | 宇都宮学園（8年ぶり3回目）                     | 2回戦                                          | ○ 3 - 1 取手二                                 | 3回戦                                          |
| 1977年（第59回大会）  | 宇都宮学園（8年ぶり3回目）                     | 3回戦                                          | ● 2 - 3 高知                                   | 3回戦                                          |
| 1978年（第60回大会）  | 作新学院（5年ぶり5回目）                       | 1回戦                                          | ● 1 - 5 福井商                                 | 初戦敗退                                       |
| 1979年（第61回大会）  | 足利学園（4年ぶり2回目）                       | 2回戦                                          | ● 4 - 6 都城                                   | 初戦敗退                                       |
| 1980年（第62回大会）  | 黒磯（初出場）                                 | 2回戦                                          | ● 1 - 5 広陵                                   | 初戦敗退                                       |
| 1981年（第63回大会）  | 宇都宮学園（4年ぶり4回目）                     | 1回戦                                          | ○ 4 - 0 岡山南                                 | 3回戦                                          |
| 1981年（第63回大会）  | 宇都宮学園（4年ぶり4回目）                     | 2回戦                                          | ○ 6 - 2 岐阜南                                 | 3回戦                                          |
| 1981年（第63回大会）  | 宇都宮学園（4年ぶり4回目）                     | 3回戦                                          | ● 0 - 1x 京都商（延長11回）                    | 3回戦                                          |
| 1982年（第64回大会）  | 足利工（10年ぶり4回目）                        | 2回戦                                          | ● 0 - 3 比叡山                                 | 初戦敗退                                       |
| 1983年（第65回大会）  | 宇都宮南（初出場）                             | 2回戦                                          | ○ 2 - 1 高松商                                 | 3回戦                                          |
| 1983年（第65回大会）  | 宇都宮南（初出場）                             | 3回戦                                          | ● 0 - 1 中京                                   | 3回戦                                          |
| 1984年（第66回大会）  | 足利工（2年ぶり5回目）                         | 1回戦                                          | ● 1 - 7 都城                                   | 初戦敗退                                       |
| 1985年（第67回大会）  | 國學院栃木（初出場）                           | 2回戦                                          | ● 3 - 4 関東一                                 | 初戦敗退                                       |
| 1986年（第68回大会）  | 宇都宮工（27年ぶり4回目）                      | 1回戦                                          | ○ 3 - 2 桐蔭                                   | 2回戦                                          |
| 1986年（第68回大会）  | 宇都宮工（27年ぶり4回目）                      | 2回戦                                          | ● 0 - 4 浦和学院                               | 2回戦                                          |
| 1987年（第69回大会）  | 足利工（3年ぶり6回目）                         | 2回戦                                          | ● 2 - 3x 鹿児島商工（延長10回）                | 初戦敗退                                       |
| 1988年（第70回大会）  | 宇都宮学園（7年ぶり5回目）                     | 1回戦                                          | ○ 2 - 1 近大付                                 | 3回戦                                          |
| 1988年（第70回大会）  | 宇都宮学園（7年ぶり5回目）                     | 2回戦                                          | ○ 7 - 5 倉敷商                                 | 3回戦                                          |
| 1988年（第70回大会）  | 宇都宮学園（7年ぶり5回目）                     | 3回戦                                          | ● 1 - 2 浦和市立（延長10回）                   | 3回戦                                          |
| 1989年（第71回大会）  | 佐野日大（初出場）                             | 1回戦                                          | ○ 1 - 0 近大福山                               | 2回戦                                          |
| 1989年（第71回大会）  | 佐野日大（初出場）                             | 2回戦                                          | ● 2 - 3 福井商                                 | 2回戦                                          |
| 1990年（第72回大会）  | 葛生（初出場）                                 | 2回戦                                          | ● 4 - 5x 山陽                                  | 初戦敗退                                       |
| 1991年（第73回大会）  | 宇都宮学園（3年ぶり6回目）                     | 1回戦                                          | ● 1 - 4 天理                                   | 初戦敗退                                       |
| 1992年（第74回大会）  | 宇都宮南（9年ぶり2回目）                       | 2回戦                                          | ○ 5 - 3 大社                                   | 3回戦                                          |
| 1992年（第74回大会）  | 宇都宮南（9年ぶり2回目）                       | 3回戦                                          | ● 2 - 7 尽誠学園                               | 3回戦                                          |
| 1993年（第75回大会）  | 佐野日大（4年ぶり2回目）                       | 1回戦                                          | ● 2 - 7 京都西                                 | 初戦敗退                                       |
| 1994年（第76回大会）  | 小山（18年ぶり3回目）                          | 1回戦                                          | ● 1 - 7 柳ヶ浦                                 | 初戦敗退                                       |
| 1995年（第77回大会）  | 宇都宮学園（4年ぶり7回目）                     | 1回戦                                          | ● 6 - 8 観音寺中央                             | 初戦敗退                                       |
| 1996年（第78回大会）  | 宇都宮南（4年ぶり3回目）                       | 2回戦                                          | ○ 10 - 7 都城                                  | 3回戦                                          |
| 1996年（第78回大会）  | 宇都宮南（4年ぶり3回目）                       | 3回戦                                          | ● 5 - 8 波佐見                                 | 3回戦                                          |
| 1997年（第79回大会）  | 佐野日大（4年ぶり3回目）                       | 2回戦                                          | ○ 2 - 1 宮崎日大                               | ベスト8                                        |
| 1997年（第79回大会）  | 佐野日大（4年ぶり3回目）                       | 3回戦                                          | ○ 4 - 1 大分商                                 | ベスト8                                        |
| 1997年（第79回大会）  | 佐野日大（4年ぶり3回目）                       | 準々決勝                                       | ● 4 - 6 智辯和歌山                             | ベスト8                                        |
| 1998年（第80回大会）  | 佐野日大（2年連続4回目）                       | 2回戦                                          | ● 4 - 5x 宇和島東                              | 初戦敗退                                       |
| 1999年（第81回大会）  | 栃木南（初出場）                               | 1回戦                                          | ● 1 - 9 明徳義塾                               | 初戦敗退                                       |
| 2000年（第82回大会）  | 宇都宮学園（5年ぶり8回目）                     | 1回戦                                          | ○ 5 - 3 丸亀                                   | 2回戦                                          |
| 2000年（第82回大会）  | 宇都宮学園（5年ぶり8回目）                     | 2回戦                                          | ● 4 - 5 松商学園                               | 2回戦                                          |
| 2001年（第83回大会）  | 佐野日大（3年ぶり5回目）                       | 1回戦                                          | ○ 4 - 1 波佐見                                 | 2回戦                                          |
| 2001年（第83回大会）  | 佐野日大（3年ぶり5回目）                       | 2回戦                                          | ● 3 - 4x 明豊                                  | 2回戦                                          |
| 2002年（第84回大会）  | 小山西（初出場）                               | 1回戦                                          | ○ 3 - 1 熊本工                                 | 2回戦                                          |
| 2002年（第84回大会）  | 小山西（初出場）                               | 2回戦                                          | ● 7 - 8x 玉野光南（延長11回）                  | 2回戦                                          |
| 2003年（第85回大会）  | 小山（9年ぶり4回目）                           | 1回戦                                          | ● 2 - 3 八頭                                   | 初戦敗退                                       |
| 2004年（第86回大会）  | 宇都宮南（8年ぶり4回目）                       | 1回戦                                          | ● 6 - 11 市和歌山商                            | 初戦敗退                                       |
| 2005年（第87回大会）  | 宇都宮南（2年連続5回目）                       | 1回戦                                          | ● 3 - 14 鳴門工                                | 初戦敗退                                       |
| 2006年（第88回大会）  | 文星芸大附（6年ぶり9回目）                     | 1回戦                                          | ○ 11x - 10 関西                                | 2回戦                                          |
| 2006年（第88回大会）  | 文星芸大附（6年ぶり9回目）                     | 2回戦                                          | ● 3 - 12 今治西                                | 2回戦                                          |
| 2007年（第89回大会）  | 文星芸大附（2年連続10回目）                    | 1回戦                                          | ○ 5 - 0 市船橋                                 | 3回戦                                          |
| 2007年（第89回大会）  | 文星芸大附（2年連続10回目）                    | 2回戦                                          | ○ 5 - 2 興南                                   | 3回戦                                          |
| 2007年（第89回大会）  | 文星芸大附（2年連続10回目）                    | 3回戦                                          | ● 2 - 6 今治西                                 | 3回戦                                          |
| 2008年（第90回大会）  | 白鷗大足利（29年ぶり3回目）                    | 1回戦                                          | ● 3 - 11 清峰                                  | 初戦敗退                                       |
| 2009年（第91回大会）  | 作新学院（31年ぶり6回目）                      | 1回戦                                          | ● 8 - 10 長野日大                              | 初戦敗退                                       |
| 2010年（第92回大会）  | 佐野日大（9年ぶり6回目）                       | 1回戦                                          | ● 2 - 9 関東一                                 | 初戦敗退                                       |
| 2011年（第93回大会）  | 作新学院（2年ぶり7回目）                       | 1回戦                                          | ○ 11 - 1 福井商                                | ベスト4                                        |
| 2011年（第93回大会）  | 作新学院（2年ぶり7回目）                       | 2回戦                                          | ○ 3 - 2 唐津商                                 | ベスト4                                        |
| 2011年（第93回大会）  | 作新学院（2年ぶり7回目）                       | 3回戦                                          | ○ 6 - 3 八幡商                                 | ベスト4                                        |
| 2011年（第93回大会）  | 作新学院（2年ぶり7回目）                       | 準々決勝                                       | ○ 7 - 6 智辯学園                               | ベスト4                                        |
| 2011年（第93回大会）  | 作新学院（2年ぶり7回目）                       | 準決勝                                         | ● 0 - 5 光星学院                               | ベスト4                                        |
| 2012年（第94回大会）  | 作新学院（2年連続8回目）                       | 1回戦                                          | ○ 9 - 5 佐久長聖                               | ベスト8                                        |
| 2012年（第94回大会）  | 作新学院（2年連続8回目）                       | 2回戦                                          | ○ 19 - 3 立正大淞南                            | ベスト8                                        |
| 2012年（第94回大会）  | 作新学院（2年連続8回目）                       | 3回戦                                          | ○ 3 - 2 仙台育英                               | ベスト8                                        |
| 2012年（第94回大会）  | 作新学院（2年連続8回目）                       | 準々決勝                                       | ● 4 - 8 東海大甲府                             | ベスト8                                        |
| 2013年（第95回大会）  | 作新学院（3年連続9回目）                       | 1回戦                                          | ○ 17 - 5 桜井                                  | 3回戦                                          |
| 2013年（第95回大会）  | 作新学院（3年連続9回目）                       | 2回戦                                          | ○ 4 - 0 熊本工                                 | 3回戦                                          |
| 2013年（第95回大会）  | 作新学院（3年連続9回目）                       | 3回戦                                          | ● 2 - 5 日大山形                               | 3回戦                                          |
| 2014年（第96回大会）  | 作新学院（4年連続10回目）                      | 2回戦                                          | ● 1 - 3 沖縄尚学                               | 初戦敗退                                       |
| 2015年（第97回大会）  | 作新学院（5年連続11回目）                      | 2回戦                                          | ○ 10 - 6 上田西                                | 3回戦                                          |
| 2015年（第97回大会）  | 作新学院（5年連続11回目）                      | 3回戦                                          | ● 0 - 2 九州国際大付                           | 3回戦                                          |
| 2016年（第98回大会）  | 作新学院（6年連続12回目）                      | 2回戦                                          | ○ 3 - 0 尽誠学園                               | 優勝                                           |
| 2016年（第98回大会）  | 作新学院（6年連続12回目）                      | 3回戦                                          | ○ 6 - 2 花咲徳栄                               | 優勝                                           |
| 2016年（第98回大会）  | 作新学院（6年連続12回目）                      | 準々決勝                                       | ○ 3 - 1 木更津総合                             | 優勝                                           |
| 2016年（第98回大会）  | 作新学院（6年連続12回目）                      | 準決勝                                         | ○ 10 - 2 明徳義塾                              | 優勝                                           |
| 2016年（第98回大会）  | 作新学院（6年連続12回目）                      | 決勝                                           | ○ 7 - 1 北海                                   | 優勝                                           |
| 2017年（第99回大会）  | 作新学院（7年連続13回目）                      | 1回戦                                          | ● 1 - 4 盛岡大付                               | 初戦敗退                                       |
| 2018年（第100回大会） | 作新学院（8年連続14回目）                      | 1回戦                                          | ● 1 - 3 大阪桐蔭                               | 初戦敗退                                       |
| 2019年（第101回大会） | 作新学院（9年連続15回目）                      | 2回戦                                          | ○ 5 - 3 筑陽学園（延長10回）                   | ベスト8                                        |
| 2019年（第101回大会） | 作新学院（9年連続15回目）                      | 3回戦                                          | ○ 18 - 0 岡山学芸館                            | ベスト8                                        |
| 2019年（第101回大会） | 作新学院（9年連続15回目）                      | 準々決勝                                       | ● 3 - 6 中京学院大中京                         | ベスト8                                        |
| 2020年（第102回大会） | （新型コロナウイルス感染症流行による大会中止） | （新型コロナウイルス感染症流行による大会中止） | （新型コロナウイルス感染症流行による大会中止） | （新型コロナウイルス感染症流行による大会中止） |
| 2021年（第103回大会） | 作新学院（10大会連続16回目）                   | 2回戦                                          | ● 7 - 10 高松商                                | 初戦敗退                                       |
| 2022年（第104回大会） | 國學院栃木（37年ぶり2回目）                    | 1回戦                                          | ○ 10 - 3 日大三島                              | 3回戦                                          |
| 2022年（第104回大会） | 國學院栃木（37年ぶり2回目）                    | 2回戦                                          | ○ 5 - 3 智辯和歌山                             | 3回戦                                          |
| 2022年（第104回大会） | 國學院栃木（37年ぶり2回目）                    | 3回戦                                          | ● 0 - 4 九州学院                               | 3回戦                                          |
| 2023年（第105回大会） | 文星芸大附（16年ぶり11回目）                   | 2回戦                                          | ○ 9 - 7 宮崎学園                               | 3回戦                                          |
| 2023年（第105回大会） | 文星芸大附（16年ぶり11回目）                   | 3回戦                                          | ● 3 - 6 八戸学院光星                           | 3回戦                                          |
| 2024年（第106回大会） | 石橋（初出場）                                 | 2回戦                                          | ○ 5 - 0 聖和学園                               | 3回戦                                          |
| 2024年（第106回大会） | 石橋（初出場）                                 | 3回戦                                          | ● 0 - 5 青森山田                               | 3回戦                                          |
| 2025年（第107回大会） | 青藍泰斗（35年ぶり2回目）                      | 1回戦                                          | ● 4 - 5x 佐賀北（延長10回TB）                  | 初戦敗退                                       |

## 通算成績
| 出場 | 試合 | 勝利 | 敗戦 | 引分 | 勝率 | 優勝 | 準優勝 | ベスト4 | ベスト8 |
| ---- | ---- | ---- | ---- | ---- | ---- | ---- | ------ | ------- | ------- |
| 68   | 129  | 63   | 66   | 0    | .488 | 2    | 1      | 3       | 6       |

## 学校別成績
赤字はその項目の最高成績、青字はその項目の次点を示す。
| 校名            | 出場回数 | 勝敗     | 勝率 | 初出場年 | 最終出場 | 主要成績                  | 前身校                    |
| --------------- | -------- | -------- | ---- | -------- | -------- | ------------------------- | ------------------------- |
| 作新学院        | 16回     | 27勝14敗 | .658 | 1958年   | 2021年   | 優勝2回、4強2回、8強2回   | 史上初の春夏連覇達成      |
| 文星芸大附      | 11回     | 11勝11敗 | .500 | 1961年   | 2023年   | 3回戦                     | 宇都宮学園                |
| 宇都宮工        | 4回      | 8勝4敗   | .667 | 1950年   | 1986年   | 準優勝1回、4強1回、8強1回 |                           |
| 佐野日大        | 6回      | 4勝6敗   | .400 | 1989年   | 2010年   | 8強1回                    |                           |
| 宇都宮南        | 5回      | 3勝5敗   | .375 | 1983年   | 2005年   | 3回戦                     |                           |
| 國學院栃木      | 2回      | 2勝2敗   | .500 | 1985年   | 2022年   | 3回戦                     |                           |
| 小山            | 4回      | 2勝4敗   | .333 | 1968年   | 2003年   | 3回戦                     |                           |
| 宇都宮          | 1回      | 1勝1敗   | .500 | 1924年   | 1924年   | 8強                       | 成績は宇都宮中            |
| 栃木            | 1回      | 1勝1敗   | .500 | 1933年   | 1933年   | 8強                       | 成績は栃木中              |
| 小山西          | 1回      | 1勝1敗   | .500 | 2002年   | 2002年   | 2回戦                     |                           |
| 石橋            | 1回      | 1勝1敗   | .500 | 2024年   | 2024年   | 3回戦                     |                           |
| 白鷗大足利      | 3回      | 1勝3敗   | .250 | 1975年   | 2008年   | 3回戦                     | 足利学園                  |
| 足利工          | 6回      | 1勝6敗   | .143 | 1956年   | 1987年   | 2回戦                     |                           |
| 宇都宮商        | 1回      | 0勝1敗   | -    | 1923年   | 1923年   | 1回戦                     |                           |
| 黒磯            | 1回      | 0勝1敗   | -    | 1980年   | 1980年   | 1回戦                     |                           |
| 青藍泰斗        | 2回      | 0勝2敗   | -    | 1990年   | 2025年   | 2回戦 (初戦)              | 葛生                      |
| 栃木翔南        | 1回      | 0勝1敗   | -    | 1999年   | 1999年   | 1回戦                     | 栃木南                    |
| 鹿沼商工 鹿沼南 | 2回      | 0勝2敗   | -    | 1965年   | 1967年   | 1回戦                     | 沼農商時代 記録は両校共有 |